# Mvog-Ada
Mvog-Ada est un quartier de la ville de Yaoundé, capitale du Cameroun, situé dans l'arrondissement de Yaoundé V subdivision de la Communauté Urbaine de Yaoundé. 

## Historique
Mvog-Ada signifie « Famille d'ADA ». C'est le nom du lignage autochtone du lieu nommé.  Ada, l'une des femmes de Otu Tamba, fils de l’ancêtre Tsungui Mballa, a donnée naissance au clan Mvog Ada.  
Mvog-Ada est un quartier populeux de la ville de Yaoundé célèbre pour son animation, ses bars et ses boîtes de nuit.

## Géographie
Mvog-Ada est un quartier situé au centre de la ville de Yaoundé. Limité au nord par le quartier Elig Essono, au sud par le Centre administratif et Nkolndongo, à l’est par Essos.

## Institutions

### Éducation
- École catholique primaire Notre Dame des Victoires de Mvog-Ada
- Collège Notre Dame de Victoire de Mvog-Ada
- Collège Ndi Samba de Mvog-Ada
- Collège Montesquieu de Mvog-Ada
- Institut Tyrannus centre de Mvog Ada

### Santé
- Centre Médical d’Arrondissement (CMA) de Mvog-Ada[4]
- Dispensaire Mvog-Ada
- Centre de santé catholique Mont calvaire de Mvog-Ada
- Pharmacie Mvog Ada

## Lieux de culte
- Église Catholique Paroisse Saint Joseph de Mvog-Ada ou Chapelle Mvog-Ada
- Église Presbytérienne Camerounaise Orthodoxe paroisse de Mvog-Ada
- Église Adventiste du 7ᵉ jour de Mvog-ada

## Lieux populaires
- Marché des pouples de Mvog-Ada
- Marché Mvog-Ada

## Personnalités
- Kareyce Fotso, artiste musicienne
- Jacky Moiffo, journaliste de webtv né à Mvog-Ada
- Samuel Eto'o fils, footballeur international
- Aie-Jo Mamadou, artiste musicien
- Henri Dikongué, artiste musicien